# سواق الكتلة

صورة توضح طريقة عمل سَوَّاق الكتلة بشكل مبسط للغاية وتظهر فيها اللفائف الكهربائية والأنبوب والمقذوف والموصلات الفائقة

سَوَّاق الكتلة (بالإنجليزية: Mass driver)‏ أو المنجنيق الكهرومغناطيسي (بالإنجليزية: Electromagnetic catapult)‏ هي فكرة نظرية من ضمن أفكار الإطلاق الفضائي غير الصاروخي، تقوم على استخدام محرك خطي لإنشاء تسارع لمقذوف ما ومن ثم قذفه بسرعات عالية . كل سوّاقات الكتل الموجودة حالياً والمقترحة مستقبلاً تستخدم سلك معدني ملفوف يستمد طاقته من الكهرباء لإنتاج مجال كهرومغناطيسي. كل هذا يكون على شكل أنبوب حيث يكون المقذوف بداخله، وتكون هذه اللفائف المعدنية موجودة على جدران هذا الأنبوب بشكل متتابع ومتتالي، لكنها تكون منفصلة نسبياً عن بعضها البعض، وتعطي كل واحدة منها دفعة محددة للمقذوف إلى الأمام.
عندما يُشغّل سَوَّاق الكتلة من فإنه يسبب مجالا كهرومغناطيسيا يقع على المقذوف المثبت بقطعتين حاملتين ممغنطتان . يبدأ الجسم بالتسارع شيئاً فشيئاً حتى يخرج من الأنبوب بسرعة عالية . وبافتراض عدم وجود احتكاك (كأن نكون بالفضاء مثلا) فإن المقذوف سيبقى محتفظاً بزخمه الذي خرج به من الأنبوب. عند الوصول لنهاية الأنبوب فإن القطعتين الحاملتين يتم إبطاؤهما دون المساس بالجسم ليتم إعادة استخدامهما في مقذوفات أخرى.
يمكن استخدام سَوَّاق الكتلة في طرق مختلفة لدفع المركبات الفضائية مثل: سَوَّاق الكتلة أرضي كبير يستخدم لقذف المركبات الفضائية من على الأرض إلى مدارات فضائية، وقد يستخدم هذا على كوكب الأرض أو القمر أو حتى الكويكبات الكبيرة، يمكن لسَوَّاق الكتلة صغير محمول على متن سفينة فضائية أن تستخدمه لتقذف مواد للفضاء بحيث مع كل قذفة يزداد زخم المركبة بسبب قانون نيوتن الثالث وبالتالي تحصل المركبة على التسارع المطلوب، أو استخدام سَوَّاق الكتلة موضوع على القمر أو الكويكبات من أجل إرسال مواد إلى سفن فضائية بعيدة.
يمكن تصغير سَوَّاق الكتلة ليتم استخدامه كسلاح تماماً مثل الأسلحة اليدوية أو كالمدافع.

## سوّاقات الكتل الثابتة
سَوَّاق الكتلة لا يحتاج إلى حركة فيزيائية بين قطعه المختلفة وذلك لأن المقذوف يسرّع عبر التحليق المغناطيسي وبالتالي لا يوجد احتكاك بين جميع أجزاء سَوَّاق الكتلة، لذا هذا يعطيه ميزة كونه عملياً للغاية حيث أن التقدير النظري لعمره الافتراضي هو ملايين الإطلاقات، وفقاً لذلك فإن التكاليف الثانوية يظهر أنها منخفضة، تكاليف التطوير الأولي والإنشاء تعتمد بشكل كبير على أداء سَوَّاق الكتلة، خصوصاً قدرته الكتلية على القذف وعلى مستوى تسارعه وعلى السرعة النهائية المطلوبة.
فعلى سبيل المثال: قام جيرارد أونيل ببناء أول سَوَّاق الكتلة خاص فيه عام 1976 بتكلفة بلغت ألفي دولار، وقد كان سَوَّاق الكتلة تجريبي يطلق مقذوفات بسرعة 40م\ث وبتسارع يبلغ 33 قوة جي، مشروعه القادم كان يطمح إلى كتلة أكبر وتسارع أعلى وذلك بعد الحصول على دعم مالي معقول، بعد ذلك ببضعة سنين قامت جامعة تكساس بعمل تقدير وهو أن منجنيقًا كهرومغناطيسيًا يطلق 10 كيلوجرامات بسرعة 6000متر\ث سيكلف 47 مليون دولار.
في مقدار طاقة محدد فإن المقذوفات الأثقل ستكون أبطأ نسبياً، الأجسام الخفيفة قد يمكن إطلاقها بسرعة تبلغ 20كم\ث أو حتى أسرع، بشكل عام فإن حدود السرعة التي يمكن إطلاق الجسم بها ترتبط أصلاً بمقدار الطاقة المخزنة التي يمكن تفريغها بالمدة المطلوبة عن طريق تحويل الطاقة، وتحويل الطاقة هذا قد يكون من خلال أشباه الموصلات أو محولات طور الغاز (وهي ما تزال تحتفظ بمكانة عالية في تطبيقات قوة النبض), يمكن تخزين الطاقة من خلال الحث عبر أربطة الموصلات الفائقة، سَوَّاق الكتلة بطول كيلومتر واحد مصنوع من أربطة الموصلات الفائقة يمكنه من أن يقوم بتسارع يبلغ 10.5كم\ث لمركبة تبلغ 20 كيلوغرام بكفاءة تحويل تبلغ 80% وبتسارع يبلغ بشكل متوسط 5600 جي.

صورة توضح عمل التيار الدوامي ويلاحظ الاندفاع من اليسار نحو اليمين

سَوَّاق الكتلة الأرضي دافع للمركبات الفضائية للمدار، مثل مشروع ستار تريم (StarTrem) يتطلب ميزانية هائلة.
وهذا بسبب جاذبية الأرض القوية وغلافها الجوي السميك فإن محاولات وضع سَوَّاق الكتلة الأرضي قاذف للمركبات الفضائية للمدار صبعة للغاية وتتطلب أموال كثيرة وأبحاث معمقة، وبالتالي توجد اقتراحات عديدة لوضع سَوَّاق الكتلة الأرضي على القمر وذلك لأن جاذبية القمر أقل بكثير من جاذبية الأرض (سُدسها) وكذلك لأن القمر لا يحتوي على غلاف جوي، وبالتالي يمكن قذف المركبات بشكل عملي أكثر من الأرض.
أغلب التصاميم الجدية لسوّاقات الكتل تحتوي على لفائف فائقة التوصيل وذلك لتحقيق توصيل ذو كفاءة مقبولة (تتراوح بين 50% -90% حسب نوع التصميم)، الأساليب التي تحتوي على جيوب فائقة التوصيل أو لفائف المنيوم على المقذوف، لفائف سَوَّاق الكتلة تستطيع أن تحث التيار الدوامي في الألمنيوم الموجود على شكل لفافة في المقذوف، وبالتالي تؤثر بالنتيجة النهائية للمجال المغناطيسي.
في سَوَّاق الكتلة هناك قسمين: قسم التسارع الأقصى وفيه يتم تسريع تباعد اللفائف التي في المقذوف عند مسافة ثابتة ومزامنة تيار اللفائف للجيوب، في هذا القسم التسارع يزداد مع ازدياد السرعة حتى تصل إلى السرعة التي يستطيع الجيب تحملها، بعد ذلك منطقة تثبيت التسارع تبدأ، وفي هذا القسم يتم تباعد اللفائف في مسافة متزايدة وذلك لإعطاء المقذوف مقدار ثابت من السرعة يزيد بوحدة الزمن.
في هذه الطريقة، المقترح الأساس للمنجنيق الكهرومغناطيسي كان لنقل المواد من سطح القمر إلى مسكن فضائي ليتم معالجتها عبر الطاقة الشمسية، معهد دراسات الفضاء يرى أن هذا التطبيق من سَوَّاق الكتلة هو الأكثر معقولية.

### على الأرض
في مقارنة للمفاهيم الكيميائية لطالق الفضاء التي تعتمد على وجود شحنة فقط، فإن سَوَّاق الكتلة قد يكون بأي طول متوفر، وبتسارع سلس نسبياً، وكذلك بأطوال متفاوتة حسب الحاجة للوصول إلى السرعة المطلوبة من دون فرط قوة جي التي تؤثر على الراكبين، وقد يبنى ليكون طويلاً للغاية وبشكل أفقي غالباً متراصف مع سكة الإطلاق وموجهاً نحو نقطة النهاية وذلك عبر حني المسار ليكون متوافقاً مع انحناء الأرض عند نقطة النهاية.
هناك ارتفاعات طبيعية كالجبال قد تساهم في تيسير عملية البناء خصوصاً الجزء الأعلى من المنشآت وتؤثر الارتفاعات بشكل كبير جداً على العملية بأكملها لأن سمك الهواء على مستوى سطح البحر يختلف عن ذاك في الارتفاعات العالية وبالتالي مقاومة الهواء التي سيتلقاها المقذوف ستقل عند تلك الارتفاعات.
الطاقة الحركية التي تبلغ 40 ميجاجول للكيلوجرام أو أقل للمقذوف الذي أطلق بسرعة 9000متر\ث نحو مدار الأرض المنخفض هي بضعة كيلوواطات ساعية للكيلوجرام الواحد إذا كانت الكفاءة عالية نسبياً وبالتالي تم تقدير التكلفة نظرياً بكونها أقل من دولار واحد تكلفة الطاقة الكهربائية للكيلوجرام الواحد (الأسعار الحالية عن طريق الصواريخ التقليدية تصل إلى 25 الف دولار للكيلوجرام الواحد)، مع الأخذ بالاعتبار أن الأسعار الإجمالية للكيلو الواحد ستكون أكثر بكثير من قيمة الكهرباء وحدها.
بتواجد سَوَّاق الكتلة فوق أو تحت أو على الأرض فإن صيانته ستكون أسهل من صيانة الأساليب الأخرى غير الصاروخية لإطلاق المركبات، فسواء كان فوق أو تحت الأرض فإنه يحتاج إلى أنبوب مفرغ من الهواء لتجنب المقاومة الهوائية، وتماماً كما المغلاق الميكانيكي فإن الأنبوب يبقى أغلب طول الوقت لكن نافذة بلازمية يتم استخدامها في أوقات الإطلاق وذلك لتجنب فقدان الفراغ وتلوثه بالهواء.
سَوَّاق الكتلة على الأرض عادةً سيكون نظاماً توافقياً بين طريقته غير التقليدية وبين الصواريخ، حيث أنه سيقذف الحمولة بسرعات عالية لكنها غالباً لن تستطيع تجاوز جاذبية الأرض بسبب مقاومة الهواء وخسارة الزخم بسبب الجاذبية، لذا سيستخدم سَوَّاق الكتلة لقذف الأجسام إلى ارتفاعات عالية جداً ومن ثم يتم استخدام صواريخ صغيرة محملة على متن المقذوف لكي تصحح مساره في المدار وكذلك لتعطيه دفعة إضافية، هذه الصواريخ لا تقارن أبداً بالصواريخ التقليدية الكبيرة التي تستخدم حالياً للإطلاق لأن سَوَّاق الكتلة قام بالمهمة الصعبة عبر إرسال الجسم إلى ارتفاعات شاهقة.
إذا كان هناك ركاب بشر على متن المقذوف فإن سَوَّاق الكتلة بحاجة إلى أن يكون طوله بضعة مئات الكيلومترات وذلك للوصول إلى السرعة المطلوبة لمدار الأرض المنخفض دون التأثير على حياة الركاب، على الرغم من أن سكةً أقصر لا تزال خياراً جيداً لأنها ستوفر مساعدة كبيرة للغاية للهروب من جاذبية الأرض لأن بقية الرحلة للخروج من الجاذبية ستكون عبر دوافع صاروخية تقليدية.
إذا كان التسارع قرب الحدود المقبولة لقوة جي فإنه سيكون متناسباً مع مربع السرعة, أي أن نصف السرعة المطلوبة قد يمكن التوصل لها من خلال ربع المسافة فقط.
وفي بعض الأجسام قد تكون المسافة المطلوبة للوصول للسرعة المطلوبة أقل بكثير وبالتالي فإن هناك احتمالات لاستخدام مسار أو أنبوب دائري أو حلزوني.
يوجد مفهوم لاستخدام شكل يشبه الخاتم ليعمل عمل الأنبوب الطويل، بحيث تقوم المركبة بالدخول لهذا الأنبوب ومن ثم تستمر بالدوران حوله حتى تصل إلى السرعة المطلوبة ومن ثم يتم إطلاقها نحو الفضاء، وتبدو هذه الطريقة أكثر عملية بسبب الاستغناء عن المسارات والأنابيب الطويلة.
تم اقتراح استخدام سَوَّاق الكتلة من أجل التخلص من النفايات النووية عن طريق تصميم حامل لها يكون بشكل أنبوبي وذو تغليف جيد لوقايتها من الاحتكاك ومن ثم إطلاقها بسَوَّاق الكتلة بسرعات تتجاوز بكثير سرعة الافلات من جاذبية الأرض و وهذا بالتالي سيكون كافياً لأن يغادر الهدف المجموعة الشمسية بأكملها.

## سَوَّاق الكتلة المحمول على مركبة فضائية

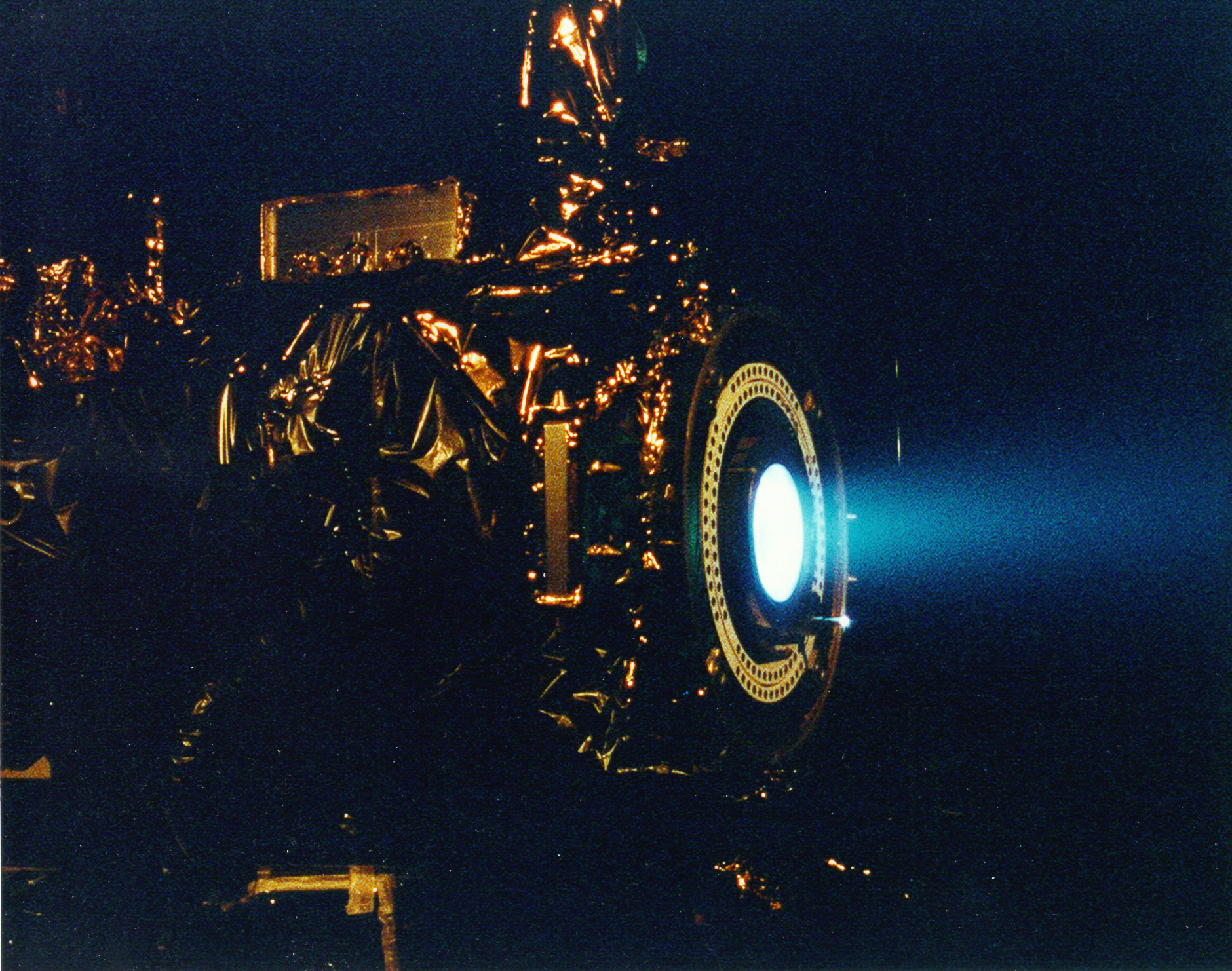
محرك أيوني تحت التجريب ناسا

يمكن تزويد مركبة فضائية بسَوَّاق الكتلة ليكون هو محركها الأساس مع وجود مصدر ثابت من الطاقة (غالباً سيكون مفاعل نووي)، المركبة الفضائية ستستخدم سَوَّاق الكتلة لتسريع المواد من أي شكل كانت وبالتالي قذفها، حينها ستحصل المركبة على دفعة مع كل قذفة حيث أنها ستدفع نحو الإتجاه المعاكس لإتجاه المقذوف، يطلق على هذا النوع من المحركات: المحرك الأيوني.
من الناحية النظرية لا يوجد حد معروف لحجم سَوَّاق الكتلة أو لتسارعه أو لطاقة فوهته، ويقيد العلماء التطبيقيون هذه الحدود بالطاقة والكتلة والتبدد الحراري والطاقة المستهلكة والقدرة على توفيرها وتخزينها والتعامل معها.
أساليب الدفع الكهربائية مثل سَوَّاق الكتلة لا تستقي طاقتها من الدفع بحد ذاته كما في الصواريخ الكيميائية (حيث تكون كفاءة الدفع مرتبطة بسرعة العادم التي تنتقل بدورها إلى المركبة فتزيد سرعتها)، «الدفع لمحدد» للمحرك الكهربائي بحد ذاته قد يتفاوت وقد يعلو ليصل إلى درجة أن يجعل من سَوَّاق الكتلة مسرع جسيمات، بحيث يبلغ قدراً من سرعة الضوء لجسيمات صغيرة للغاية، محاولات استخدام هذه السرعة الفائقة جداً لتسريع مركبة فضائية أبطأ بكثير من هذه السرعة قد يكون دفعاً أقل من المطلوب بسبب أن قدرة توليد الطاقة على متن المركبة الفضائية (مفاعل أو طاقة شمسية) قد تكون محدودة، بسبب أن هذه التقنية تحتاج إلى طاقة كبيرة جداً خلال مدة قصيرة جداً.
بما أن سَوَّاق الكتلة يبدو قابلاً لأن يستعمل أي كتلة من أي نوع موجودة في الكون من أجل عملية التسارع فإنه يبدو خياراً جيداً للمهام في الفضاء العميق لأنها ستستخدم أي مادة تجدها في طريقها.
أحد المشاكل المحتملة من استخدام سَوَّاق الكتلة على متن مركبة فضائية هو أنها قد تقذف المواد التي استعملتها من اجل التسارع إلى مدارات قد تكون مفيدة لنا في المستقبل، كمدار المريخ أو المشتري أو حتى في مدار الأرض، وهذه المواد المقذوفة قد تكون سرعتها عالية جداً مما يشكل خطراً على الأجسام التي ستوضع في تلك المدارات، الحل يتمثل في مجموعة من المقترحات مثل: استخدام غبار ذري كمادة رئيسة في سَوَّاق الكتلة، استخدام سائل الأكسجين كمادة للمنجنيق الكهرومغناطيسي وهذا السائل سيتحول إلى حالته الجزيئية ما أن يسرح في الفضاء، حل ثالث يكمن في أن يتم قذف تلك المواد عند استعمالها بسرعة تفوق سرعة الإفلات من جاذبية الشمس، وبالتالي لن تشكل مشكلة في داخل المجموعة الشمسية.

## سَوَّاق الكتلة الهجين
يمكن أن يُستخدم أكثر من سَوَّاق الكتلة في المركبة الواحدة حيث يكون هناك سَوَّاق الكتلة الثابت وآخر يتم استخدامه لكي يقوم بعملية عكس الكتل التي تأتيه من سَوَّاق الكتلة الثابت، وبالتالي تكون يكون هناك تسارع من سَوَّاق الكتلة الثابت وتباطؤ من سَوَّاق الكتلة الآخر وهذا تحت عملية متحكم فيها من قبل المركبة، لذا المركبة الفضائية ليست بحاجة لأن تحمل معها كُتلاً شغالة، ولا تحتاج إلى كهرباء أكثر من ما يكفي لملئ الفقدان في الكهربيات .

## سَوَّاق الكتلة سلاحًا

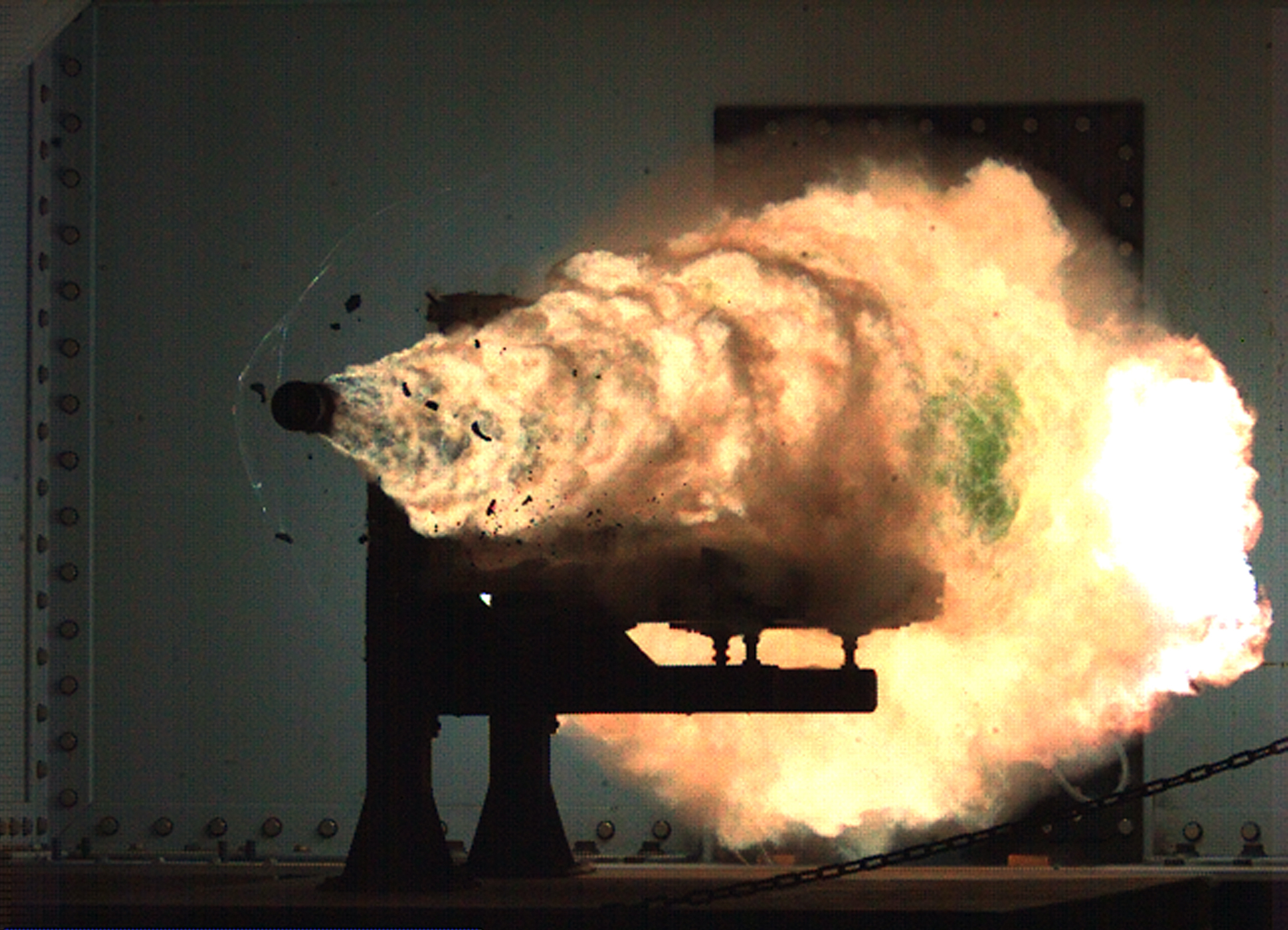
مركز الأسلحة السطحية البحرية يختبر الإطلاق في يناير 2008

سَوَّاقات الكتلة الصغيرة إلى المتوسطة الحجم تطورها حالياً البحرية الأمريكية، وذلك لاستخدامها كسلاح ثابت على الأرض أو محمول على سفينة (غالباً كريلغن مثلا)، ويتم كذلك بحث أسلحة ذات نطاق أعلى بكثير من تلك التي تبحث حالياً، ويقترح البعض أنها أسلحة مستقبلية بعيدة، سَوَّاق الكتلة من ناحية نظرية يمكن استخدامه كمدفعية عالمية (قد تبنى على القمر أو توضع على مدار الأرض ومن ثم تضرب أهدافاً محددة على الأرض.

## محاولات عملية
من أوائل من وصف سَوَّاق الكتلة هندسياً كسلاح كهربائي كان من قبل المُلحق التقني الذي قدمه أكاد بسيدومان, في كتاب «صفر إلى ثمانية» وهو الاسم المستعار للفيزيائي في برينستون والمتعهد الكهربائي إدوين فيتش نورثروب، وهو قد بنى إنموذج لسلاح لفائف مغذى عبر تردد كيلوهرتز ذو ثلاث مولدات كهربائية متتالية في المسار، وقد تضمن الكتاب أيضاً بعض الصور لهذه الإنموذجات، ويصف الكتاب رحلة طواف تخيلية حول القمر عن طريق مركبة مشغلة من قبل شخصين يتم اطلاقها من قبل سلاح نورثروب.
في وقت لاحق ومنذ 1976 بُنيت بعض سواقّات الكتلة، بعضها قد بناها معهد دراسات الفضاء وذلك في سبيل إثبات قابلية عمل هذا النوع من الأفكار النظرية، وتم بالفعل.
يستخدم الآن في تقنيات عسكرية وكذلك في تقنيات القطارات المغناطيسية المعلقة.